# Buellia innata
Buellia innata är en lavart som beskrevs av Müll. Arg. 1882. Buellia innata ingår i släktet Buellia och familjen Caliciaceae.   Inga underarter finns listade i Catalogue of Life.